# Calceolariaceae
A família Calceolariaceae está inserida na ordem Lamiales (classe Magnoliopsida), a qual abriga mais de 20.000 espécies distribuídas em 22 famílias.  
Essa família apresenta representantes tanto arbustivos quanto herbáceos, com folhas opostas e serrilhadas que podem ser unidas na base. Suas flores apresentam filotaxia tetrâmera, geralmente com dois estames, e não apresentam nectário. Além disso, a variação floral das plantas Calceolariaceae é notável a partir da forma e tamanho dos lóbulos da corola, mas também por meio da morfologia dos estames e o formato do cálice. Ainda, podem variar devido à presença ou não de uma glândula secretora de óleo, o  elaióforo, da qual as abelhas coletam óleos florais enquanto polinizam passivamente as flores.
Além disso, essas plantas são usadas como plantas ornamentais e são muito utilizadas, também, na medicina, por apresentarem propriedades analgésicas, digestivas e diuréticas, envolvendo tratamentos relacionados ao  estômago, por exemplo. Ainda, algumas plantas possuem potencial para atuar como pesticida no controle de insetos e pragas,  oferecendo maior e melhor biodegradabilidade, além de baixa toxicidade aos mamíferos e uma fonte natural de combate às pragas, por terem ativos biológicos naturais.

## Morfologia
As angiospermas da família Calceolariaceae variam morfologicamente entre ervas e arbustos, com folhas majoritariamente opostas, apesar de representantes com folhas alternas ou verticiladas já terem sido observados. Ainda quanto às folhas, estas são simples, possuem suas margens inteiras ou serreadas e não apresentam estípulas. Suas flores compõem uma inflorescência do tipo cimosa, sendo muito chamativas, com cores variadas e ornamentadas. Elas são diclamídeas, monóclinas, zigomorfas, com filotaxia tetrâmera e cálice e corola muito bem definidos, sendo que esse é dialissépalo e esta, gamopétala. Quanto às peças florais férteis, as Calceolariaceae, em geral, apresentam dois estames (Porodittia apresenta três) epipétalos, estigma pequeno com ápice bilobado ou terminando em uma estrutura compacta distinta. Além disso, dispõem de ovários súperos, em sua maioria, e biloculares.
  O fruto dessas angiospermas é do tipo cápsula, com deiscência septicida ou loculicida.

## Diversidade Taxonômica
A família Calceolariaceae possui 3 gêneros (Calceolaria, Jovellana, e Stemotria - Poroditta ) e 310 espécies atualmente descritas. As angiospermas dessa família ocorrem principalmente na América do Sul, mas há ocorrências na América Central e Nova Zelândia sendo, portanto considerada Austral-Antártico.
O principal gênero dentro dessa família é o Calceolaria, com predomínio da região dos Andes. Este possui aproximadamente 250 espécies, ocorrendo em altas altitudes ao longo dos Andes, além de serem observados a nível do mar nas costas do  Pacífico e do Atlântico na Patagônia. O gênero Jovellana, por sua vez, é distribuído no Chile com duas espécies e na Nova Zelândia com quatro espécies, totalizando 6 espécies representantes. Já Stemotria (Poroditta) é representada por uma única espécie, a Stemotri triandra.
Esses gêneros divergem principalmente em relação à morfologia, onde Jovellana e Calceolaria possuem uma corola bilabiada e dois estames, enquanto Stemotria se destaca por ter três estames em vez de dois e um lábio inferior bilobado, resultando em uma corola trímera. O que diferencia a Calceolaria dos demais gêneros é seu traço floral com um lábio inferior inflado com um lobo mediano dobrado, o qual contém uma mancha de tricomas secretores de óleo, o elaióforo associado aos polinizadores.

## Relações Filogenéticas
As  plantas dessa família sofreram grandes modificações quanto à sua posição na árvore filogenética. Estas ocorreram a nível de família, já que sempre estiveram inseridas na classe Magnoliopsida e na ordem Lamiales. No entanto, Calceolariaceae, antes, era um grupo dentro da família Scrophulariaceae, que era polifilética e apresentava mais de 5.000 espécies em 270 gêneros. Vários grupos foram incluídos na família Scrophulariaceae, alguns foram retirados e inseridos em outras famílias preexistentes e outros, como o das Calceolariaceae, formaram famílias próprias.
A família em questão é grupo-irmão de um clado que inclui, entre outras, as famílias Gesneriaceae, Lamiaceae, Bignoniaceae e Acanthaceae.

## Distribuição Geográfica
A família Calceolariaceae é distribuída em regiões temperadas e tropicais na Nova Zelândia e América Central e do Sul. Na América, essa família ocorre do México ao arquipélago da Terra do Fogo, extremo sul da América do Sul, como também em altas altitudes ao longo dos Andes até ao nível do mar nas costas do Atlântico e do Pacífico, na Patagônia.

## Ocorrências no Brasil e Espécies brasileiras
De acordo com o Sistema de Informação de Biodiversidade Brasileira (SiBBR), no Brasil há 215 registros para a família Calceolariaceae, distribuídas no centro oeste e, principalmente, no sul e sudeste do país.
Em relação às espécies encontradas no Brasil, apenas  uma foi descrita, a Calceolaria tripartita Ruiz & Pav., de acordo com o Catálogo de plantas e fungos do Brasil. Ela é nativa e não endêmica das regiões sudeste (Minas Gerais, São Paulo e Rio de Janeiro) e sul (Paraná, Santa Cataria e Rio Grande do Sul).

## Gêneros
- Calceolaria
- Jovellana
- Stemotria (Porodittia)